# سلطان بن زايد آل نهيان
سلطان بن زايد آل نهيان (1 ديسمبر 1956 - 18 نوفمبر 2019)، ممثل رئيس دولة الإمارات العربية المتحدة ونائب رئيس مجلس الوزراء السابق لدولة الإمارات العربية المتحدة. وهو الابن الثاني للشيخ زايد بن سلطان آل نهيان. شغل منصب نائب القائد العام للقوات المسلحة، وأدار شؤونها بحكمة واقتدار، ويعتبر من أشد المهتمين بالحفاظ على تراث الإمارات وعادات وتقاليد شعبه. ولذلك فهو يرأس نادي تراث الإمارات ويتابعه ويهتم به اهتماماً خاصاً. سمي على اسم جده سلطان بن زايد بن خليفة آل نهيان حاكم إمارة أبوظبي سابقاً.

## حياته

### طفولته وتعليمه
الشيخ سلطان هو الابن الثاني للشيخ زايد بن سلطان آل نهيان، مؤسس دولة الإمارات العربية المتحدة، ولد عام 1953. والدته هي الشيخة شيخة بنت معضد بن سيف المشغوني، تلقى تعليمه الأولي في العين وأبوظبي، وواصل دراسته في بيروت، درس في مدرسة ميلفيلد في سومرست، إنجلترا، وتخرج من أكاديمية ساندهيرست العسكرية الملكية عام 1973. التحق بدورات عسكرية خارجية في كل من باكستان ومصر.

### حياته العملية
في عام 1974م، عُيِّن نائباً لقائد قوات دفاع أبوظبي. وفي عام 1976م عُيِّن قائداً للمنطقة العسكرية الغربية. تولّى رئاسة اتحاد الإمارات لكرة القدم من عام 1976 إلى عام 1981.
عام 1978م، عُيِّن قائداً عاماً للقوات المسلحة. وتولى عام 1988م، رئاسة دائرة الأشغال العامة في إمارة أبو ظبي. وتقلد عام 1990م منصب نائب رئيس مجلس الوزراء. أنشأ سلطان بن زايد عام 1993م «نادي تراث الإمارات» برئاسته.
عام 1999م، أنشأ «مركز زايد للتراث والتاريخ» في مدينة العين. وفي العام ذاته أسس وترأس مركز زايد للتنسيق والمتابعة ومن ثم المركز الثقافي الإعلامي الخاص به. إلى جانب ذلك شغل سلطان بن زايد العديد من المناصب الأخرى منها عضويته في المجلس الأعلى للبترول ومجلس إدارة جهاز أبوظبي للاستثمار. وقد ساهم من خلال المواقع العسكرية التي شغلها في إيصال القوات المسلحة إلى ما وصلت إليه من مستوى رفيع في التدريب والتجهيز والتسليح، وذلك من خلال العمل على تطبيق دراساته في التدريبات الميدانية. كما اهتم بتوسيع نطاق الثقافة العسكرية بالنسبة للضباط وضباط الصف، والجنود، فعمل على تكثيف الدورات والبعثات الداخلية والخارجية إلى الدول الشقيقة والصديقة عدة مرات.
حققت دائرة الأشغال خلال فترة تولي الشيخ سلطان بن زايد رئاسة الدائرة العديد من الإنجازات الحضارية والعمرانية الكبيرة، حيث قامت بتنفيذ وإنجاز العديد من المشروعات العملاقة التي ساهمت في عملية البناء والتطوير والازدهار والتقدم لإمارة أبوظبي، ولقد تم ربط البلاد بشبكة طرق حديثة وبناء الجسور والمساكن والمدارس والمعاهد والمساجد والمستشفيات والعيادات الطبية والأندية الرياضية والدوائر الحكومية والفنادق والأماكن الترفيهية والسياحية.

## وفاته
توفي يوم الاثنين 18 نوفمبر 2019، وأعلن الحداد الرسمي بدولة الإمارات لمدة 3 أيام مع تنكيس الأعلام.

## حياته الخاصة

### نسبه
سلطان بن زايد بن سلطان بن زايد بن خليفة بن شخبوط بن ذياب بن عيسى بن نهيان بن فلاح بن هلال بن فلاح بن محمد بن سلطان بن محمد بن هلال بن جبلة بن أحمد بن إياس بن عبد الأعلم بن برسم بن الأسعد بن حبيب بن عمرو بن كاهل بن أسلم بن تدول بن تيم اللات بن رفيدة بن ثور بن كلب بن وبرة بن تغلب بن حلوان بن عمرو بن الحافي بن قضاعة.

### عائلته وأبناؤه
تزوج من الشيخة شمسة بنت محمد بن خليفة آل نهيان وأنجب منها:
- هزاع بن سلطان (توفي في 9 مايو 2024).[10]
- خالد بن سلطان
- سلامة بنت سلطان.
- اليازية بنت سلطان.
- لطيفة بنت سلطان.
- مريم بنت سلطان.

### هوايات
تمتد هوايات سلطان بن زايد إلى رياضة الصيد بالصقور، والفروسية، حيث أقام نادياً للفروسية على أسس مدروسة، فضلاً عن الاهتمام بأمهات الكتب ونصوص التراث.